# Vuelta a Burgos 2002
La XXIV Vuelta a Burgos se disputó entre el 12 y el 16 de agosto de 2002 con un recorrido de 682 km dividido en 5 etapas, con inicio en Burgos y final en Burgos. La prueba perteneció al Ranking UCI, dentro de la máxima categoría para vueltas de varias etapas: 2.HC; justo por detrás de las Grandes Vueltas.
Tomaron parte en la carrera 15 equipos. Los 4 equipos españoles de Primera División (ONCE-Eroski, iBanesto.com, Euskaltel-Euskadi y Comunidad Valenciana-Kelme); y los 2 de Segunda División (Colchón Relax-Fuenlabrada y Jazztel-Costa de Almería). En cuanto a representación extranjera, estuvieron 9 equipos (Lotto-Adeco, Vlaanderen-T Interim, CSC Tiscali, Saeco-Longoni Sport, De Nardi-Montegrappa, Fassa Bortolo, Alessio, Phonak Hearing Systems y US Postal Service). Formando así un pelotón de 127 ciclistas, con 8 corredores cada equipo (excepto el Alessio que salió con 7), de los que acabaron 92.
El ganador final fue Francisco Mancebo. Le acompañaron en el podio José Luis Rubiera y Mikel Zarrabeitia respectivamente.
En las clasificaciones secundarias se impusieron Alessandro Bertolini (montaña), Salvatore Commesso (regularidad), Gerrit Glomser (metas volantes) e US Postal Service (equipos).

## Etapas
| Etapa     | Fecha        | Recorrido                          | km       | Ganador                 | Líder             |
| --------- | ------------ | ---------------------------------- | -------- | ----------------------- | ----------------- |
| 1.ª etapa | 12 de agosto | Burgos-Medina de Pomar             | 155      | Bert Grabsch            | Bert Grabsch      |
| 2.ª etapa | 13 de agosto | Frías-Miranda de Ebro              | 172      | José Iván Gutiérrez     | Michele Bartoli   |
| 3.ª etapa | 14 de agosto | Peñaranda de Duero-Aranda de Duero | 18 (CRE) | ONCE-Eroski             | Mikel Zarrabeitia |
| 4.ª etapa | 15 de agosto | Huerta de Rey-Lagunas de Neila     | 165      | Michael Rasmussen       | Francisco Mancebo |
| 5.ª etapa | 16 de agosto | Castrojeriz-Burgos                 | 172      | David Fernández Domingo | Francisco Mancebo |

## Clasificaciones finales
| \| 1. \| Francisco Mancebo \| 16h 57' 55" \| \| 2. \| José Luis Rubiera \| + 12" \| \| 3. \| Mikel Zarrabeitia \| + 21" \| \| 4. \| Michael Rasmussen \| + 26" \| \| 5. \| Juan Carlos Domínguez \| + 41" \| \| 6. \| Carlos García Quesada \| + 49" \| \| 7. \| Isidro Nozal \| + 1' 27" \| \| 8. \| Roberto Heras \| + 1' 41" \| \| 9. \| Juan Miguel Mercado \| + 1' 42" \| \| 10. \| Gilberto Simoni \| + 2' 04" \| |                       |             |
| 1. | Francisco Mancebo     | 16h 57' 55" |
| 2. | José Luis Rubiera     | + 12"       |
| 3. | Mikel Zarrabeitia     | + 21"       |
| 4. | Michael Rasmussen     | + 26"       |
| 5. | Juan Carlos Domínguez | + 41"       |
| 6. | Carlos García Quesada | + 49"       |
| 7. | Isidro Nozal          | + 1' 27"    |
| 8. | Roberto Heras         | + 1' 41"    |
| 9. | Juan Miguel Mercado   | + 1' 42"    |
| 10. | Gilberto Simoni       | + 2' 04"    |

| \| 1. \| Alessandro Bertolini \| 54 p. \| \| 2. \| Michael Rasmussen \| 30 p. \| \| 3. \| Roberto Heras \| 25 p. \| |                      |       |
| 1. | Alessandro Bertolini | 54 p. |
| 2. | Michael Rasmussen    | 30 p. |
| 3. | Roberto Heras        | 25 p. |

| \| 1. \| Salvatore Commesso \| 37 p. \| \| 2. \| Bert Grabsch \| 33 p. \| \| 3. \| Davide Frattini \| 30 p. \| |                    |       |
| 1. | Salvatore Commesso | 37 p. |
| 2. | Bert Grabsch       | 33 p. |
| 3. | Davide Frattini    | 30 p. |

| \| 1. \| Gerrit Glomser \| 14 p. \| \| 2. \| Alessandro Bertolini \| 10 p. \| \| 3. \| Rafael Casero \| 9 p. \| |                      |       |
| 1. | Gerrit Glomser       | 14 p. |
| 2. | Alessandro Bertolini | 10 p. |
| 3. | Rafael Casero        | 9 p.  |

| \| 1. \| US Postal Service \| 50h 57' 25" \| \| 2. \| ONCE-Eroski \| + 1' 26" \| \| 3. \| iBanesto.com \| + 1' 44" \| |                   |             |
| 1. | US Postal Service | 50h 57' 25" |
| 2. | ONCE-Eroski       | + 1' 26"    |
| 3. | iBanesto.com      | + 1' 44"    |